# Біг-Бенд (округ Раск, Вісконсин)
Біг-Бенд (англ. Big Bend) — місто (англ. town) в США, в окрузі Раск штату Вісконсин. Населення — 401 особа (2020).

## Демографія
Згідно з переписом 2010 року, у місті мешкало 358 осіб у 182 домогосподарствах у складі 107 родин. Було 471 помешкання
Расовий склад населення:
| - 97,2 % — білих - 0,6 % — чорних або афроамериканців - 0,3 % — корінних американців |

До двох чи більше рас належало 1,7 %. Частка іспаномовних становила 0,3 % від усіх жителів.
За віковим діапазоном населення розподілялося таким чином: 8,7 % — особи молодші 18 років, 60,6 % — особи у віці 18—64 років, 30,7 % — особи у віці 65 років та старші. Медіана віку мешканця становила 57,1 року. На 100 осіб жіночої статі у місті припадало 114,4 чоловіків;  на 100 жінок у віці від 18 років та старших — 118,0 чоловіків також старших 18 років.
Середній дохід на одне домашнє господарство  становив 93 886 доларів США (медіана — 63 021), а середній дохід на одну сім'ю — 115 562 долари (медіана — 70 313). Медіана доходів становила 51 250 доларів для чоловіків та 37 188 доларів для жінок. За межею бідності перебувало 9,3 % осіб, у тому числі 36,7 % дітей у віці до 18 років та 9,5 % осіб у віці 65 років та старших.
Цивільне працевлаштоване населення становило 212 осіб. Основні галузі зайнятості: освіта, охорона здоров'я та соціальна допомога — 28,8 %, виробництво — 25,5 %, мистецтво, розваги та відпочинок — 7,1 %, роздрібна торгівля — 6,1 %.